# Leonardo Padura Fuentes

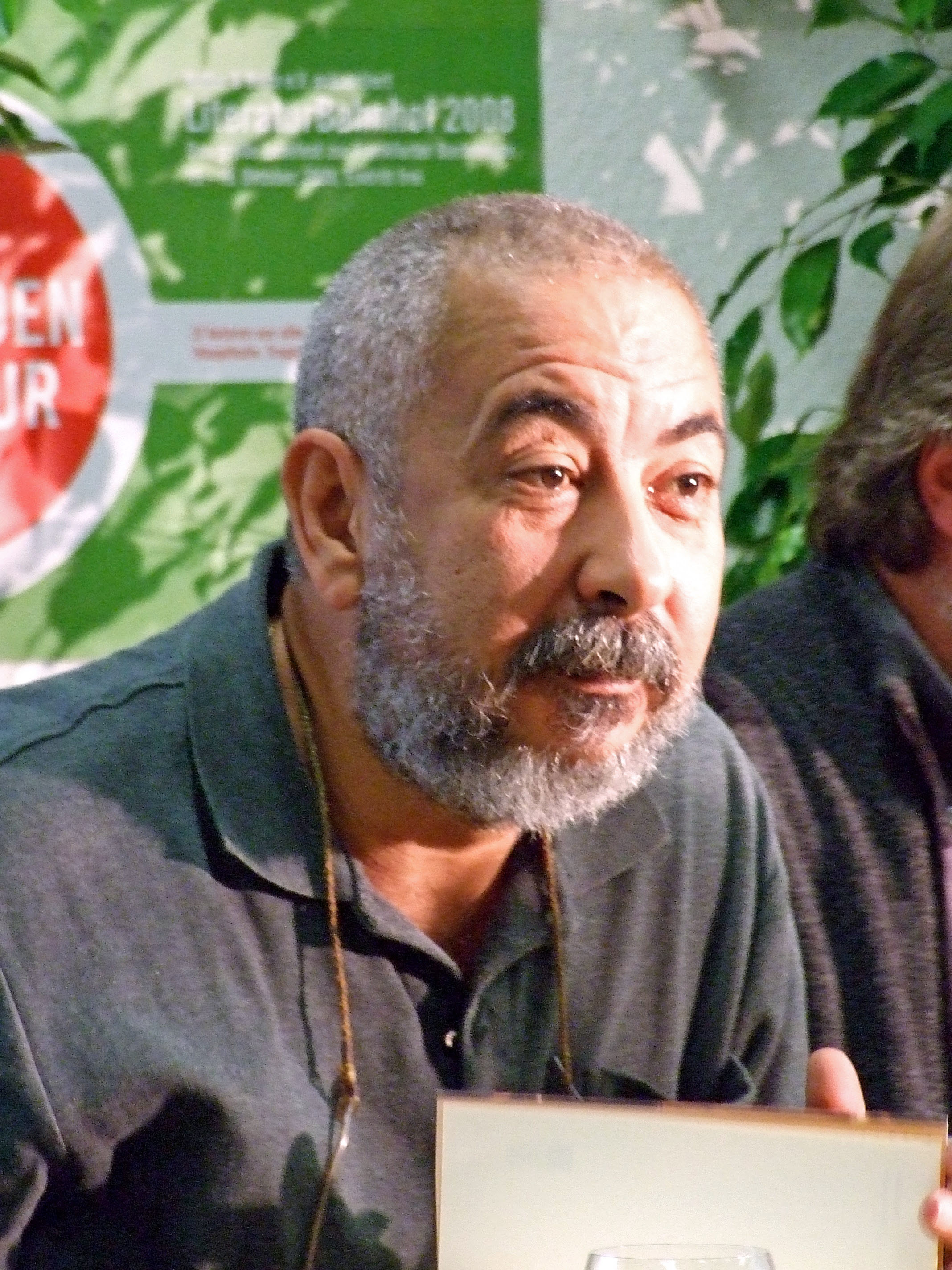
Leonardo Padura Fuentes (2008)

Leonardo Padura Fuentes (n. 1955) este un jurnalist și scriitor cubanez.

## Opera
- Fiebre de caballos (1983/1984).
- Pasado perfecto (1991).
- Vientos de cuaresma (1994).
- Máscaras (1997).
- Paisaje de otoño (1998).
- Adiós Hemingway (2001).
- La cola de la serpiente (2001).
- La neblina del ayer (2002/2003).
- La novela de mi vida (2005).
- El hombre que amaba a los perros (2009).
- Como polvo en el viento (2020).